# Kupfermoor
Das Kupfermoor ist ein Naturschutzgebiet auf dem Gebiet der baden-württembergischen Gemeinde Untermünkheim.

## Kenndaten
Das Naturschutzgebiet wurde mit Verordnung des Regierungspräsidiums Nordwürttemberg vom 18. April 1967 ausgewiesen und hat eine Größe von rund 3,7 Hektar. Es wird unter der Schutzgebietsnummer 1.018 geführt. Der CDDA-Code für das Naturschutzgebiet lautet 164302 und entspricht der WDPA-ID.

## Lage und Beschreibung
Das Schutzgebiet liegt auf der Gemarkung Übrigshausen der Gemeinde Untermünkheim rund zwei Kilometer südwestlich von Übrigshausen. Es ist das einzige größere Moor am Fuß der Waldenburger Berge und liegt im Naturraum 127‑Hohenloher und Haller Ebene innerhalb der naturräumlichen Haupteinheit 12‑Gäuplatten im Neckar- und Tauberland. Es ist Teil des 2740 Hektar großen FFH-Gebiets Nr. 6723.311 Ohrn-, Kupfer- und Forellental.
Das Gebiet entwässert über den begradigten Kupfermoorbach zur am Dorfrand von Übrigshausen entspringenden Kupfer, deren Oberlauf bis zur Mündung etwas länger ist und sich dort auf nördlichen Lauf kehrt.
Im Moor liegt eine etwas über 12 Ar große offene Wasserfläche.

## Schutzzweck
Wesentlicher Schutzzweck ist der Schutz des Moores in seiner biologischen Bedeutung als Naturrelikt für die Flora und Fauna und auch als einmaliges pflanzengeographisches Bindeglied zwischen den oberschwäbischen Mooren und den Schwarzwald-Mooren. Außerdem ist es ein Dokument der württembergischen Waldgeschichte.